# Hrvatska narodna legija
Hrvatska narodna legija je bila paravojna postrojba Čiste stranke prava, osnovana 1908.

## Osnivanje
Njen je osnutak posljedica aneksijske krize 6. listopada 1908., kad je Austro-Ugarska pripojila BiH koja je dotad bila pod njenom okupacijom.
U Kraljevini Srbiji je 1908. osnovana Narodna odbrana radi prikupljanja dragovoljaca za moguće borbe te kako bi se smirile stranačke strasti. Austro-Ugarska je u srpanjskom ultimatumu tražila u čl. 2 od Srbije raspuštanje Narodne odbrane te zapljenu svih njenih sredstava za propagandu. Stoga su hrvatski pravaši pristupili osnivanju dragovoljačke Hrvatske narodne legije. Tom se zamišlju namjeravalo suprotstaviti tim pripremanim upadima vojnih i paravojnih postrojbi iz Srbije (srbijanske vojske, četničkih i komitskih odreda). Pripreme za postrojavanje ove postrojbe pokrenuo je pravaški vođa Josip Frank. U organiziranju ove legije važna uloga pripada književniku Milanu Ogrizoviću.
Tim je povodom u Zagrebu 5. studenoga 1908. održana pravaška konferencija na kojoj je službeno osnovana legija. Konferenciji su nazočili zastupnici i pristaše Frankove Čiste stranke prava iz banske Hrvatske, pravaša iz Dalmacije te pravaša iz Bosne i Hercegovine. Na osnivačkoj je konferenciji Mehmedbeg Bajraktarević održao govor "u ime svih muslimana Bosne i Hercegovine". Govorio je kako "muslimani iz BiH žele s braćom starčevićancima propagirati misao ujedinjenja svih hrvatskih zemalja" te kako su zajedno sa Strankom prava "tisuće hrvatskih muslimana spremne pohrliti na Drinu u obranu hrvatskih svetinja i amaneta djedova svojih". Oznaka koji su nosili pripadnici ove legije je značka s natpisom Za kralja i domovinu na podlozi u hrvatskim bojama: crveno-bijelo-plavoj.

## Sastav
Legija je imala veliku potporu iz redova bosanskohercegovačkih muslimana koji su se izjašnjavali Hrvatima. Među njima je bilo dosta njih koji su bili zagrebački studenti. Neki od njih bili su Mehmedbeg Bajraktarević i Musa Ćazim Ćatić. O osnivanju i ciljevima ove legije Stranka prava uputila je proglas za javnost. Potpisnici su bili Josip Frank, Mehmedbeg Bajraktarević, te mnoštvo pravaških zastupnika i pristaša, među njima i muslimanskih studenata u Zagrebu.

## Djelovanje
Četnički upadi iz Srbije se ipak nisu dogodili, no postrojba nije raspuštena, nego je služila za obračune s drugim strankama. Budući da su se sukobljavali i s policijom, došli su na glas kao najborbeniji dio hrvatske politike.